# Gadariya
Gadariya (nep. गदरिया) – gaun wikas samiti w zachodniej części Nepalu w strefie Seti w dystrykcie Kailali. Według nepalskiego spisu powszechnego z 2001 roku liczył on 1162 gospodarstw domowych i 10391 mieszkańców (5123 kobiet i 5268 mężczyzn).